# Laricetul de la Vidolm
Laricetul (pădurea de zadă) de la Vidolm este o arie protejată de interes național ce corespunde categoriei a IV-a IUCN (rezervație naturală de tip botanic), situată în nordul județului Alba, pe teritoriul administrativ al comunei Ocoliș, satul Vidolm.

## Generalități
Rezervația naturală de zadă de la Vidolm pe Valea Arieșului (județul Alba), este o arie protejată, aflată in Munții Trascăului, ce conține arbori seculari de zadă de 35-40 m înălțime, unicul conifer cu frunze căzătoare din Europa. 

## Galerie de imagini

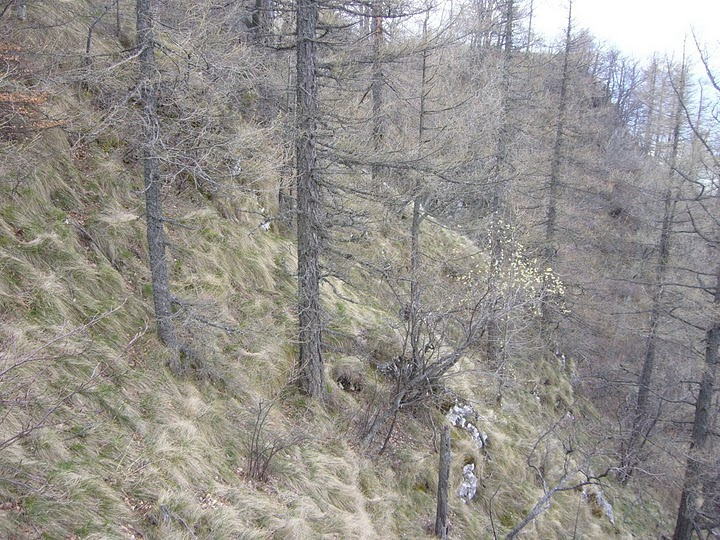
Pădurea de zadă (iarna)